# یوزف ودینسکی
یوزف وُدینسکی (لهستانی: Józef Łodyński؛ ‏ ۱۹ اکتبر ۱۹۱۹ – ۶ فوریهٔ ۱۹۸۴) بازیگر اهل لهستان بود. وی دانش‌آموختهٔ آکادمی ملی هنرهای نمایشی الکساندر زلوروویچ در ورشو بود.
از فیلم‌ها یا برنامه‌های تلویزیونی که وی در آن نقش داشته‌است، می‌توان به چگونه جنگ جهانی دوم را آغاز کردم، آبروی فرزند، قطار شب، خوبال، داستان گناه، قماری بالاتر از زندگی، بال‌های سیاه و عقاب اشاره کرد.
وی همچنین برندهٔ جوایزی همچون صلیب شایستگی شده‌است.